# Winifred Wagner

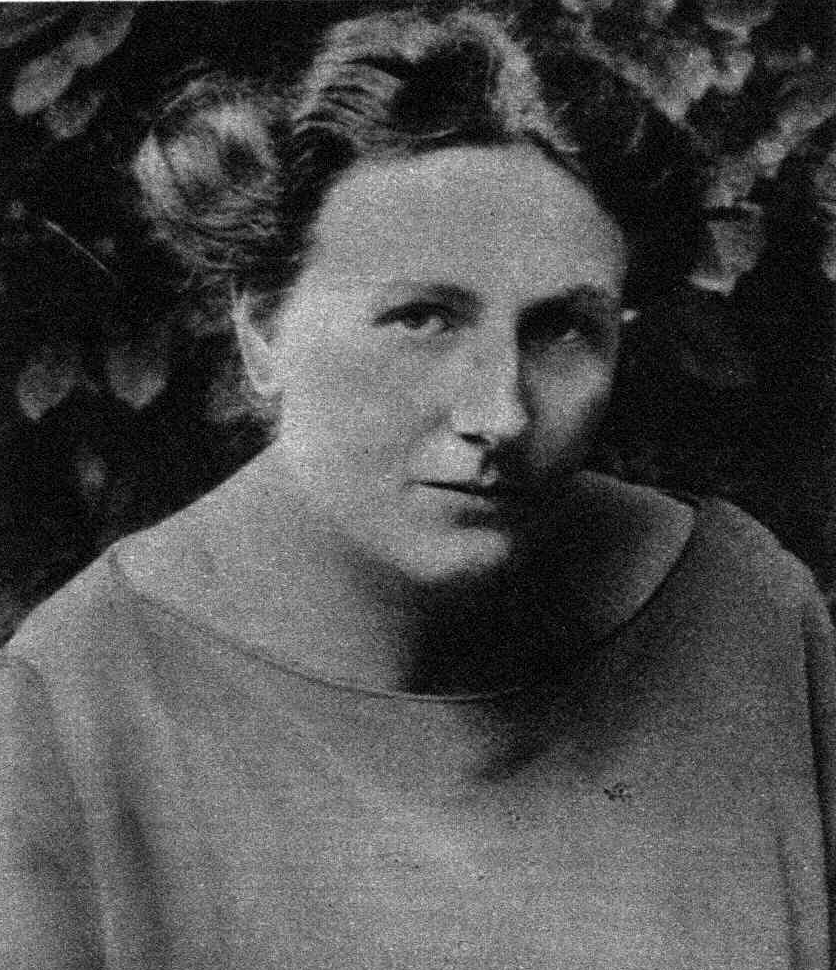
Winifred Wagner

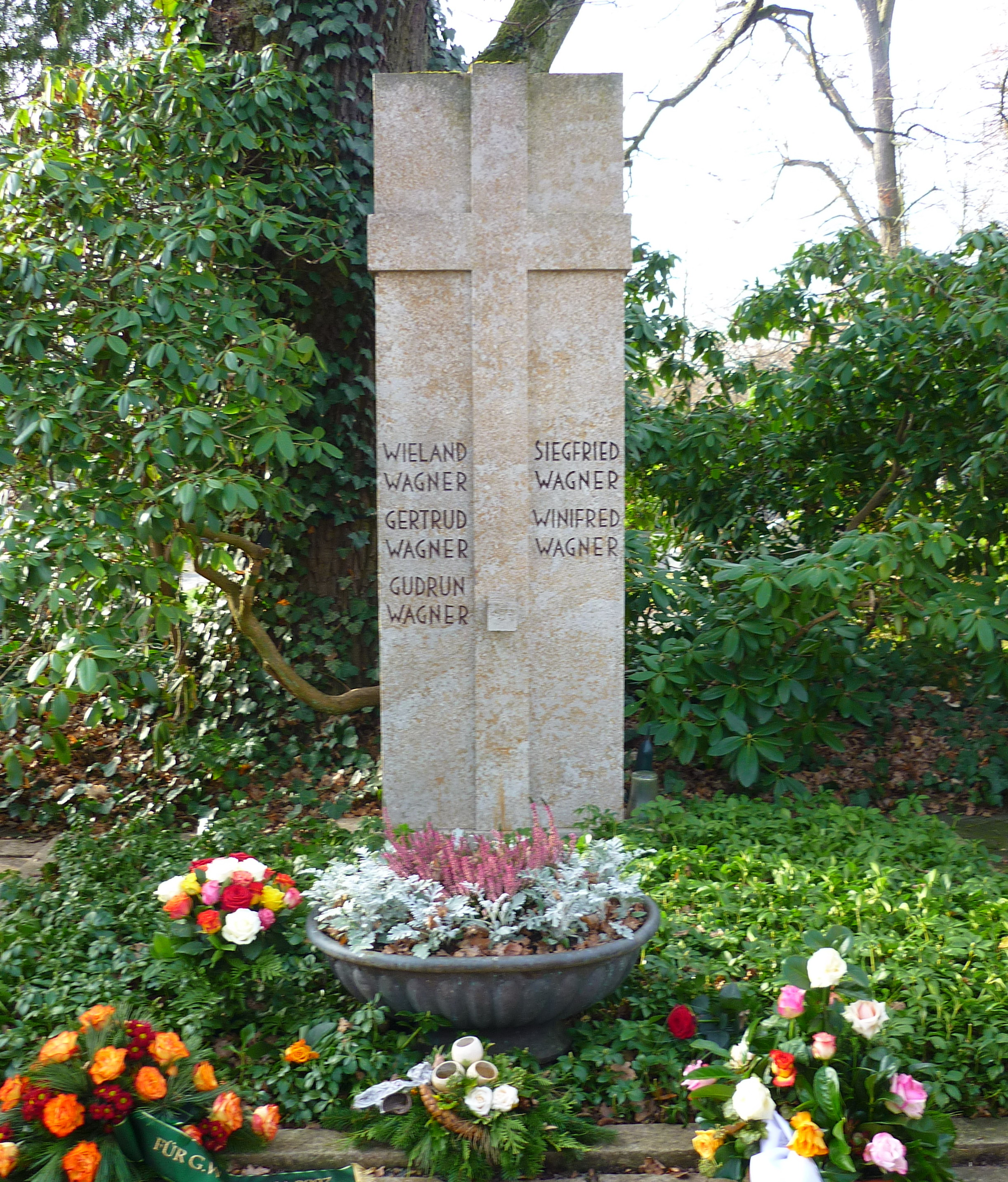
Grób Winifred Wagner w Bayreuth

Winifred Wagner (ur. 23 czerwca 1897 w Hastings jako Winifred Marjorie Williams, zm. 5 marca 1980 w Überlingen) – niemiecka reżyser teatralna angielskiego pochodzenia, żona kompozytora Siegfrieda Wagnera (syna Richarda). Zwolenniczka i bliska przyjaciółka Adolfa Hitlera.

## Historia
Jej rodzice, angielski pisarz John Williams i aktorka Emily Florence Karop, osierocili ją w wieku dwóch lat, przez co przewijała się przez różne instytucje dla dziewcząt, gdzie jej stan zdrowia znacznie się pogorszył. Za radą jednego z lekarzy, zalecającego klimat w Niemczech, wyjechała do swoich dalekich krewnych w Berlinie. Głowa rodziny, pianista Karl Klindworth, przygarnął ją i zaadoptował. Jako jeden z przyjaciół Richarda Wagnera pozostawał w bliskich kontaktach z jego rodziną w Bayreuth. Wagner uczęszczała do szkoły w Berlinie, a dzięki swoim talentom zwróciła na siebie uwagę środowiska muzycznego, w tym rodziny producentów fortepianów – Bechsteinów. Później została przedstawiona Cosimie, wdowie po Wagnerze, a latem 1914 poznała w operze ich syna Siegfrieda. 22 września następnego roku wzięli ze sobą ślub. Małżeństwo okazało się niezbyt udane, zawarte było głównie w celu zapewnienia ciągłości rodziny Wagnerów. Winifred urodziła mu czworo dzieci: Wielanda (1917–1966), Friedelind (1918–1991), Wolfganga (1919–2010) i Verenę (1920–2019), czym wyrobiła sobie wysoką pozycję w owej rodzinie. Pomagała także w organizowaniu Festiwali Wagnerowskich w Bayreuth. Podczas krótkiej wizyty w Monachium zetknęła się z nazizmem, stając się jego żarliwą zwolenniczką.
Charakter jej znajomości z Adolfem Hitlerem nie jest jasny. Po raz pierwszy spotkała go w Bayreuth 1922 w czasie przyjęcia w hotelu Anker. Przyjmowała go w październiku 1923 w Wahnfried. W trakcie puczu monachijskiego publicznie opowiedziała się za Hitlerem i jego partią NSDAP, zaś po jego klęsce i aresztowaniu przysyłała mu do więzienia paczki z jedzeniem, wymieniała korespondencję i dostarczała mu materiały pisemne i kartki papieru, które ten wykorzystał do spisania Mein Kampf. Zredagowała także petycję o jego uwolnienie. W 1926 została członkinią NSDAP, uzyskując legitymację 29349. Bliska przyjaźń Winifred i twórcy nazizmu stała się wkrótce tematem plotek kosztem stosunków z mężem. Po śmierci teściowej w 1930, a w kilka miesięcy później jej syna, objęła funkcję dyrektorki Festiwali Wagnerowskich w Bayreuth. Przez jego dwanaście edycji do 1944 organizowała Festiwal w ramach propagandy hitlerowskiej, wykorzystując fundusze rządowe (55 tysięcy marek co roku) do zwiększenia liczby premier i występów. W 1933 otrzymał on z pieniędzy Adolfa Hitlera 100 tysięcy marek. W tym samym roku otrzymała honorowe obywatelstwo tego miasta. W 1939 domagała się zawieszenia Festiwalu na czas wojny, jednak z inicjatywy führera przemianowano go jedynie na Festiwal Wojenny. 23 lipca 1940 po raz ostatni pojawił się on na Festiwalu i po raz ostatni spotkał się z nią – od tej pory utrzymywali stosunki tylko listownie.
Po II wojnie światowej, przesłuchiwana przez CIC zaprotestowała, jakoby łączył ją z dyktatorem narodowosocjalistycznym płomienny romans. Osądzona przez sąd aliantów pod zarzutem wspierania propagandy reżimu otrzymała nakaz rezygnacji z funkcji dyrektora na rzecz synów Wolfganga i Wielanda, jednak według jej wnuka Gottfrieda, syna Wolfganga, wywierała nadal wpływy zakulisowe na kształt Festiwali. Nigdy nie wyrzekła się znajomości z Hitlerem, wydając w dniu jego urodzin – 20 kwietnia – specjalne przyjęcia w swoim domu.
Kontakty Adolfa Hitlera z Winifred Wagner były przedstawiane m.in. we wspomnieniach jej potomków. Książka jej córki Friedelind, Noc nad Bayreuth, stała się w 1946 jednym z fundamentalnych faktów do oczerniania działalności Winifred Wagner w trakcie wojny. Z kolei Gottfried opublikował w 1995 autobiografię, która ponownie zainteresowała opinię publiczną tą sprawą. Już w 1975 przekazał on reżyserowi Hansowi-Jürgenowi Syberbergowi filmy z nagraniami intymnych relacji jego babki z dyktatorem, lecz Wolfgang uzyskał dzięki prawnikom ograniczenie ich rozpowszechniania. W 2007 Andrew Norman Wilson wydał powieść Winnie i Wolf.